# Bryum blandum
Bryum blandum är en bladmossart som beskrevs av J. D. Hooker och William M. Wilson 1844. Bryum blandum ingår i släktet bryummossor, och familjen Bryaceae. Inga underarter finns listade i Catalogue of Life.